# Вересова Поляна
Вересова Поляна (пол. Wrzosowa Polana) —  присілок (частина села) Котань на Лемківщині у Ясельському повіті Підкарпатського воєводства Республіки Польща. Входить до гміни Кремпна. 
| Підкарпатське воєводство | Це незавершена стаття про Підкарпатське воєводство. Ви можете допомогти проєкту, виправивши або дописавши її. |